# Statin
Statiner er en klasse af lægemidler der virker kolesterol-sænkende. Statiners virkning skyldes hæmning af enzymet HMG-CoA reduktase, der spiller en vigtig rolle i produktionen af kolesterol i leveren. Ved at nedregulere mængden af lever-syntetiseret kolesterol falder kolesterolkoncentrationen i levercellerne. Dette fører pga. aktivering af SREBP transskriptionsfaktorer til en opreguleret transskription af gener kodende for blandt andet Apo B (LDL) receptorer, som vil lade levercellerne optage kolesterolholdige LDL partikler fra blodet.
Det først identificerede statin var mevastatin, der blev isoleret fra svampen Penicillium citrinum i starten af 1970erne. På grund af bivirkninger blev dette stof dog aldrig markedsført som lægemiddel til mennesker. Det første stof i klassen der blev anvendt til behandling af mennesker var lovastatin, som blev markedsført i 1978. De mest anvendte stoffer i klassen i dag er simvastatin og atorvastatin.
| Farmakologi | Spire Denne artikel om farmakologi er en spire som bør udbygges. Du er velkommen til at hjælpe Wikipedia ved at udvide den. |